# Manchester United F.C. mùa giải 2025–26
Mùa giải 2025–26 là mùa giải thứ 139 trong lịch sử của Manchester United, mùa giải thứ 34 liên tiếp của Manchester United tại Ngoại hạng Anh và là mùa thứ 51 liên tiếp thi đấu ở giải đấu cao nhất của bóng đá Anh. Ngoài ra, câu lạc bộ còn tham gia thi đấu tại Cúp FA,  Cúp EFL. Đây cũng là lần đầu tiên, United không thi đấu ở một giải đấu châu Âu nào kể từ mùa 2014–15.

## Áo đấu
Nhà cung cấp: Adidas / Nhà tài trợ: Qualcomm Snapdragon / Nhà tài trợ ở tay áo: DXC Technology

### Áo đấu chính
| Lựa chọn sân nhà | Lựa chọn sân khách | Lựa chọn thứ 3 |

### Áo thủ môn
| Lựa chọn thứ nhất | Lựa chọn thứ hai | Lựa chọn thứ ba |

| Lựa chọn thứ nhất (đi với áo đấu thứ 3) | Lựa chọn thứ hai (đi với áo đấu thứ 3) |

### Áo đấu phụ thay thế
| Lựa chọn sân nhà (biến thể 1) | Lựa chọn sân nhà (biến thể 2) | Lựa chọn sân nhà (biến thể 3) |

| Lựa chọn sân khách (biến thể 1) | Lựa chọn sân khách (biến thể 2) |

| Lựa chọn thứ 3 (biến thể 1) | Lựa chon thứ 3 (biến thể 2) |

## Ban huấn luyện
| Vai trò                                                     | Tên                |
| ----------------------------------------------------------- | ------------------ |
| Huấn luyện viên                                             | Ruben Amorim       |
| Trợ lý huấn luyện viên                                      | Carlos Fernandes   |
| Trợ lý huấn luyện viên                                      | Adélio Cândido     |
| Trợ lý huấn luyện viên                                      | Emanuel Ferro      |
| Huấn luyện viên thủ môn                                     | Jorge Vital        |
| Trợ lý huấn luyện viên thủ môn                              | Craig Mawson       |
| Trưởng khoa y tế                                            | CXĐ                |
| Bác sĩ cấp cao                                              | Jim Moxon          |
| Trưởng khoa vật lý trị liệu                                 | Jordan Reece       |
| Vật lý trị liệu                                             | Ibrahim Kerem      |
| Vật lý trị liệu                                             | Andy Walling       |
| Trị liệu thể thao                                           | Abner Bruzzichessi |
| Trị liệu thể thao                                           | Alan Watmough      |
| Trị liệu thể thao                                           | Andy Caveney       |
| Trưởng khoa rèn luyện thể lực                               | Ed Leng            |
| Huấn luyện viên thể lực                                     | Paulo Barreira     |
| Huấn luyện viên thể lực                                     | Charlie Owen       |
| Huấn luyện viên thể hình và sức mạnh                        | Michael Clegg      |
| Nghiên cứu khoa học thể thao                                | Michael Eglon      |
| Giám đốc học viện                                           | Nick Cox           |
| Trưởng phòng phát triển và huấn luyện cầu thủ (U-19 – U-23) | Travis Binnion     |
| Huấn luyện viên đội U-21                                    | Travis Binnion     |
| Huấn luyện viên đội U-18                                    | Darren Fletcher    |
| Giám đốc cho mượn                                           | Jonny Evans        |

## Đội hình (đội một)
| Số áo    | Cầu thủ                      | Vị trí       | Quốc tịch   | Ngày sinh                   |         |         |         |         |         |         |
| Thủ môn  | Thủ môn                      | Thủ môn      | Thủ môn     | Thủ môn                     | Thủ môn | Thủ môn | Thủ môn | Thủ môn | Thủ môn | Thủ môn |
| -------- | ---------------------------- | ------------ | ----------- | --------------------------- | ------- | ------- | ------- | ------- | ------- | ------- |
| 1        | Altay Bayındır               | GK           | Thổ Nhĩ Kỳ  | 14 tháng 4, 1998 (28 tuổi)  |         |         |         |         |         |         |
| 22       | Tom Heaton                   | GK           | Anh         | 15 tháng 4, 1986 (40 tuổi)  |         |         |         |         |         |         |
| 24       | André Onana                  | GK           | Cameroon    | 2 tháng 4, 1996 (30 tuổi)   |         |         |         |         |         |         |
| Hậu vệ   |                              |              |             |                             |         |         |         |         |         |         |
| 2        | Diogo Dalot                  | RB / LB      | Bồ Đào Nha  | 18 tháng 3, 1999 (27 tuổi)  |         |         |         |         |         |         |
| 3        | Noussair Mazraoui            | RB / LB      | Maroc       | 14 tháng 11, 1997 (28 tuổi) |         |         |         |         |         |         |
| 4        | Matthijs de Ligt             | CB           | Hà Lan      | 12 tháng 8, 1999 (26 tuổi)  |         |         |         |         |         |         |
| 5        | Harry Maguire                | CB           | Anh         | 5 tháng 3, 1993 (33 tuổi)   |         |         |         |         |         |         |
| 6        | Lisandro Martínez            | CB / LB      | Argentina   | 18 tháng 1, 1998 (28 tuổi)  |         |         |         |         |         |         |
| 12       | Tyrell Malacia               | LB           | Hà Lan      | 17 tháng 8, 1999 (26 tuổi)  |         |         |         |         |         |         |
| 13       | Patrick Dorgu                | LB           | Đan Mạch    | 26 tháng 10, 2004 (21 tuổi) |         |         |         |         |         |         |
| 15       | Leny Yoro                    | CB           | Pháp        | 11 tháng 1, 2005 (20 tuổi)  |         |         |         |         |         |         |
| 23       | Luke Shaw                    | LB / CB      | Anh         | 12 tháng 7, 1995 (30 tuổi)  |         |         |         |         |         |         |
| 26       | Ayden Heaven                 | CB           | Anh         | 22 tháng 9, 2006 (19 tuổi)  |         |         |         |         |         |         |
| 33       | Tyler Fredricson             | CB           | Anh         | 23 tháng 2, 2005 (21 tuổi)  |         |         |         |         |         |         |
| 35       | Diego León                   | LB           | Paraguay    | 3 tháng 4, 2007 (19 tuổi)   |         |         |         |         |         |         |
| 41       | Harry Amass                  | LB           | Anh         | 16 tháng 3, 2007 (19 tuổi)  |         |         |         |         |         |         |
| Tiền vệ  |                              |              |             |                             |         |         |         |         |         |         |
| 7        | Mason Mount                  | AM / RM      | Anh         | 10 tháng 1, 1999 (27 tuổi)  |         |         |         |         |         |         |
| 8        | Bruno Fernandes (đội trưởng) | AM / CM / SS | Bồ Đào Nha  | 8 tháng 9, 1994 (31 tuổi)   |         |         |         |         |         |         |
| 18       | Casemiro                     | DM           | Brasil      | 23 tháng 2, 1992 (34 tuổi)  |         |         |         |         |         |         |
| 25       | Manuel Ugarte                | DM / CM      | Uruguay     | 11 tháng 4, 2001 (25 tuổi)  |         |         |         |         |         |         |
| 37       | Kobbie Mainoo                | CM / DM / AM | Anh         | 19 tháng 4, 2005 (21 tuổi)  |         |         |         |         |         |         |
| 42       | Sékou Koné                   | DM / CM      | Mali        | 3 tháng 2, 2006 (20 tuổi)   |         |         |         |         |         |         |
| Tiền đạo |                              |              |             |                             |         |         |         |         |         |         |
| 9        | Rasmus Højlund               | ST           | Đan Mạch    | 4 tháng 2, 2003 (23 tuổi)   |         |         |         |         |         |         |
| 10       | Matheus Cunha                | ST / LW / SS | Brasil      | 27 tháng 5, 1999 (27 tuổi)  |         |         |         |         |         |         |
| 11       | Joshua Zirkzee               | ST           | Hà Lan      | 22 tháng 5, 2001 (25 tuổi)  |         |         |         |         |         |         |
| 16       | Amad Diallo                  | RW / SS      | Bờ Biển Ngà | 11 tháng 7, 2002 (23 tuổi)  |         |         |         |         |         |         |
| 17       | Alejandro Garnacho           | LW / RW      | Argentina   | 1 tháng 7, 2004 (21 tuổi)   |         |         |         |         |         |         |
| 19       | Bryan Mbeumo                 | RW / SS      | Cameroon    | 7 tháng 8, 1999 (26 tuổi)   |         |         |         |         |         |         |
| 21       | Antony                       | RW / RM      | Brasil      | 24 tháng 2, 2000 (26 tuổi)  |         |         |         |         |         |         |
| 30       | Benjamin Šeško               | ST           | Slovenia    | 31 tháng 5, 2003 (23 tuổi)  |         |         |         |         |         |         |
| 32       | Chido Obi                    | ST           | Đan Mạch    | 29 tháng 11, 2007 (18 tuổi) |         |         |         |         |         |         |
| —        | Jadon Sancho                 | LW / RW      | Anh         | 25 tháng 3, 2000 (26 tuổi)  |         |         |         |         |         |         |

## Chuyển nhượng

### Vào
| Ngày             | Vị trí    | Số áo     | Cầu thủ             | Từ                      | Phí                                    | Năm hết hạn hợp đồng | Ref.    |
| Đội một          | Đội một   | Đội một   | Đội một             | Đội một                 | Đội một                                | Đội một              | Đội một |
| ---------------- | --------- | --------- | ------------------- | ----------------------- | -------------------------------------- | -------------------- | ------- |
| 12 tháng 6, 2025 | TĐ        | 10        | Matheus Cunha       | Wolverhampton Wanderers | £62,500,000                            | 2030                 | [ 1 ]   |
| 5 tháng 7, 2025  | HV        | 35        | Diego León          | Cerro Porteño           | £6,000,000                             | —                    | [ 3 ]   |
| 21 tháng 7, 2025 | TĐ        | 19        | Bryan Mbeumo        | Brentford               | £70,000,000 (bao gồm £6 triệu phụ phí) | 2030                 | [ 4 ]   |
| 9 tháng 8, 2025  | TĐ        | 30        | Benjamin Šeško      | RB Leipzig              | £74,000,000 (bao gồm £7 triệu phụ phí) | 2030                 | [ 5 ]   |
| Học viện         |           |           |                     |                         |                                        |                      |         |
| 10 tháng 7, 2025 | TĐ        | —         | Enzo Kana-Biyik     | Le Havre                | Miễn phí                               | 2030                 | [ 6 ]   |
| 29 tháng 7, 2025 | HV        | —         | Harley Emsden-James | Southampton             | Miễn phí                               | —                    | [ 7 ]   |
| Tổng cộng        | Tổng cộng | Tổng cộng | Tổng cộng           | Tổng cộng               | £212,500,000                           |                      |         |

### Rời đi
| Ngày             | Vị trí    | Số áo     | Cầu thủ           | Đến             | Phí          | Ref.         |  |
| Đội một          | Đội một   | Đội một   | Đội một           | Đội một         | Đội một      | Đội một      |  |
| ---------------- | --------- | --------- | ----------------- | --------------- | ------------ | ------------ |  |
| 30 tháng 6, 2025 | TV        | 14        | Christian Eriksen | Không xác định  | Hết hợp đồng | [ 8 ]        |  |
| 30 tháng 6, 2025 | HV        | 2         | Victor Lindelöf   | Không xác định  | Hết hợp đồng | [ 8 ]        |  |
| 30 tháng 6, 2025 | HV        | 35        | Jonny Evans       | Giải nghệ       | Hết hợp đồng | [ 8 ]        |  |
| Học viện         |           |           |                   |                 |              |              |  |
| 30 tháng 6, 2025 | HV        | —         | Sam Murray        | Carlisle United | Hết hợp đồng | [ 9 ] [ 10 ] |  |
| 30 tháng 6, 2025 | HV        | —         | Jack Kingdom      | Không xác định  | Hết hợp đồng | [ 9 ]        |  |
| 30 tháng 6, 2025 | HV        | —         | James Nolan       | Không xác định  | Hết hợp đồng | [ 9 ]        |  |
| 30 tháng 6, 2025 | TM        | —         | Hubert Graczyk    | Không xác định  | Hết hợp đồng | [ 9 ]        |  |
| 30 tháng 6, 2025 | TM        | —         | Tom Myles         | Không xác định  | Hết hợp đồng | [ 9 ]        |  |
| 30 tháng 6, 2025 | TM        | —         | Tom Wooster       | Không xác định  | Hết hợp đồng | [ 9 ]        |  |
| Tổng cộng        | Tổng cộng | Tổng cộng | Tổng cộng         | Tổng cộng       | £0           |              |  |

### Cho mượn
| Ngày             | Thời hạn cho mượn | Vị trí  | Số áo   | Cầu thủ         | Đến                  | Ref.    |
| Đội một          | Đội một           | Đội một | Đội một | Đội một         | Đội một              | Đội một |
| ---------------- | ----------------- | ------- | ------- | --------------- | -------------------- | ------- |
| 17 tháng 7, 2025 | 30 tháng 6, 2026  | TV      | 44      | Dan Gore        | Rotherham United     | [ 11 ]  |
| 23 tháng 7, 2025 | 30 tháng 6, 2026  | TĐ      | 10      | Marcus Rashford | Barcelona            | [ 12 ]  |
| 1 tháng 8, 2025  | 30 tháng 6, 2026  | TĐ      | 36      | Ethan Wheatley  | Northampton Town     | [ 13 ]  |
| 15 tháng 8, 2025 | 30 tháng 6, 2026  | TV      | 43      | Toby Collyer    | West Bromwich Albion | [ 14 ]  |
| Học viện         |                   |         |         |                 |                      |         |
| 10 tháng 7, 2025 | 30 tháng 6, 2026  | HV      | —       | Sonny Aljofree  | Notts County         | [ 15 ]  |
| 10 tháng 7, 2025 | 30 tháng 6, 2026  | TĐ      | —       | Enzo Kana-Biyik | Laussane-Sport       | [ 6 ]   |
| 15 tháng 7, 2025 | 30 tháng 6, 2026  | HV      | —       | Habeeb Ogunneye | Newport County       | [ 16 ]  |
| 19 tháng 7, 2025 | 30 tháng 6, 2026  | TĐ      | —       | Joe Hugill      | Barnet               | [ 17 ]  |
| 22 tháng 7, 2025 | 30 tháng 6, 2026  | TM      | —       | Elyh Harrison   | Shrewsbury Town      | [ 18 ]  |
| 29 tháng 7, 2025 | 30 tháng 6, 2026  | TM      | —       | Radek Vítek     | Bristol City         | [ 19 ]  |
| 1 tháng 8, 2025  | 30 tháng 6, 2026  | TV      | —       | Jack Moorhouse  | Leyton Orient        | [ 20 ]  |

## Giao hữu trước và trong mùa giải
Trước khi mùa giải bắt đầu, Manchester United sẽ đối đầu với đối thủ mới thăng hạng Leeds United tại Solna, Thụy Điển. Sau đó, họ sẽ đến Hoa Kỳ để tham gia các loạt trận mùa hè Ngoại hạng Anh. Loạt trận bao gồm ba trận đấu: gặp West Ham United tại East Rutherford, New Jersey, vào ngày 26 tháng 7; Bournemouth tại Chicago, Illinois, vào ngày 30 tháng 7; và Everton tại Atlanta, Georgia, vào ngày 3 tháng 8. Sau khi trở về từ Hoa Kỳ, United sẽ tiếp đón Fiorentina tại Old Trafford trong trận đấu trước mùa giải cuối cùng của họ vào ngày 9 tháng 8.
| 19 tháng 7, 2025 Giao hữu | Manchester United | 0–0      | Leeds United | Solna, Thụy Điển                                                                        |  |
| 15:00 CEST                |                   | Chi tiết |              | Sân vận động: Friends Arena Lượng khán giả: 45,345 Trọng tài: Adam Ladebäck (Thụy Điển) |  |

| 26 tháng 7, 2025 Loạt trận mùa hè Ngoại hạng Anh 2025 | Manchester United           | 2–1      | West Ham United | New Jersey, Hoa Kỳ                                                                  |  |
| 21:00 EDT                                             | - Fernandes 5' (ph.đ.), 52' | Chi tiết | - Bowen 63'     | Sân vận động: Sân vận động MetLife Lượng khán giả: 82,566 Trọng tài: Thomas Bramall |  |

| 30 tháng 7, 2025 Loạt trận mùa hè Ngoại hạng Anh 2025 | Manchester United                                  | 4–1      | Bournemouth          | Chicago, Illinois, Hoa Kỳ                                                 |  |
| 20:30 CDT                                             | - Højlund 8' - Dorgu 25' - Amad 53' - Williams 72' | Chi tiết | - de Ligt 88' (l.n.) | Sân vận động: Soldier Field Lượng khán giả: 58,927 Trọng tài: Lewis Smith |  |

| 3 tháng 8, 2025 Loạt trận mùa hè Ngoại hạng Anh 2025 | Manchester United                   | 2–2      | Everton                          | Atlanta, Georgia, Hoa Kỳ                                                                  |  |
| 19:30 EDT                                            | - Fernandes 19' (ph.đ.) - Mount 69' | Chi tiết | - Ndiaye 40' - Heaven 75' (l.n.) | Sân vận động: Sân vận động Mercedes-Benz Lượng khán giả: 82,000 Trọng tài: Thomas Bramall |  |

| 9 tháng 8, 2025 Giao hữu                    | Manchester United   | 1–1 (5–4 p)                                | Fiorentina | Manchester, Anh                                                          |  |
| 12:45 BST                                   | - Gosens 25' (l.n.) | Chi tiết                                   | - Soth 8'  | Sân vận động: Old Trafford Lượng khán giả: 67,000 Trọng tài: Sam Barrott |  |
|                                             |                     | Loạt sút luân lưu                          |            |                                                                          |  |
| - Fernandes - Dalot - Cunha - Amad - Mainoo |                     | - Kean - Fazzini - Sabiri - Ndour - Parisi |            |                                                                          |  |

## Giải đấu

### Thống kê trung bình
| Giải đấu       | Trận đấu đầu tiên | Trận đấu cuối cùng | Vòng đấu mở màn | Vị trí chung cuộc | Thành tích | Thành tích | Thành tích | Thành tích | Thành tích | Thành tích | Thành tích | Thành tích |
| Giải đấu       | Trận đấu đầu tiên | Trận đấu cuối cùng | Vòng đấu mở màn | Vị trí chung cuộc | ST         | T          | H          | B          | BT         | BB         | HS         | % thắng    |
| -------------- | ----------------- | ------------------ | --------------- | ----------------- | ---------- | ---------- | ---------- | ---------- | ---------- | ---------- | ---------- | ---------- |
| Ngoại hạng Anh | 17 tháng 8, 2025  | 24 tháng 5, 2026   | Vòng 1          | TBD               | 1          | 0          | 0          | 1          | 0          | 1          | −1         | 000,00     |
| Cúp FA         | Tháng 1, 2026     | TBD                | Vòng 3          | TBD               | 0          | 0          | 0          | 0          | 0          | 0          | +0         | —          |
| Cúp EFL        | Tháng 8, 2025     | TBD                | Vòng 2          | TBD               | 0          | 0          | 0          | 0          | 0          | 0          | +0         | —          |
| Tổng cộng      | Tổng cộng         | Tổng cộng          | Tổng cộng       | Tổng cộng         | 1          | 0          | 0          | 1          | 0          | 1          | −1         | 000,00     |

Nguồn: Soccerway

### Ngoại hạng Anh

#### Bảng xếp hạng
| VT | Đội               | ST | T | H | B | BT | BB | HS | Đ |
| -- | ----------------- | -- | - | - | - | -- | -- | -- | - |
| 13 | Newcastle United  | 1  | 0 | 1 | 0 | 0  | 0  | 0  | 1 |
| 14 | Everton           | 1  | 0 | 0 | 1 | 0  | 1  | −1 | 0 |
| 15 | Manchester United | 1  | 0 | 0 | 1 | 0  | 1  | −1 | 0 |
| 16 | Bournemouth       | 1  | 0 | 0 | 1 | 2  | 4  | −2 | 0 |
| 17 | Brentford         | 1  | 0 | 0 | 1 | 1  | 3  | −2 | 0 |

#### Tóm tắt kết quả
| Tổng thể | Tổng thể | Tổng thể | Tổng thể | Tổng thể | Tổng thể | Tổng thể | Tổng thể | Sân nhà | Sân nhà | Sân nhà | Sân nhà | Sân nhà | Sân nhà | Sân khách | Sân khách | Sân khách | Sân khách | Sân khách | Sân khách |
| ST       | T        | H        | B        | BT       | BB       | HS       | Đ        | T       | H       | B       | BT      | BB      | HS      | T         | H         | B         | BT        | BB        | HS        |
| -------- | -------- | -------- | -------- | -------- | -------- | -------- | -------- | ------- | ------- | ------- | ------- | ------- | ------- | --------- | --------- | --------- | --------- | --------- | --------- |
| 1        | 0        | 0        | 1        | 0        | 1        | −1       | 0        | 0       | 0       | 1       | 0       | 1       | −1      | 0         | 0         | 0         | 0         | 0         | 0         |

Cập nhật lần cuối: 17 tháng 8, 2025.

Nguồn: Soccerway

#### Kết quả dựa theo ngày thi đấu
| Vòng đấu      | 1  | 2 | 3 | 4 | 5 | 6 | 7 | 8 | 9 | 10 | 11 | 12 | 13 | 14 | 15 | 16 | 17 | 18 | 19 | 20 | 21 | 22 | 23 | 24 | 25 | 26 | 27 | 28 | 29 | 30 | 31 | 32 | 33 | 34 | 35 | 36 | 37 | 38 |
| ------------- | -- | - | - | - | - | - | - | - | - | -- | -- | -- | -- | -- | -- | -- | -- | -- | -- | -- | -- | -- | -- | -- | -- | -- | -- | -- | -- | -- | -- | -- | -- | -- | -- | -- | -- | -- |
| Sân nhà/khách | N  | K | N | K | N | K | N | K | N | K  | K  | N  | K  | N  | K  | N  | K  | N  | N  | K  | K  | N  | K  | N  | N  | K  | K  | N  | K  | N  | K  | N  | K  | N  | N  | K  | N  | K  |
| Kết quả       | L  |   |   |   |   |   |   |   |   |    |    |    |    |    |    |    |    |    |    |    |    |    |    |    |    |    |    |    |    |    |    |    |    |    |    |    |    |    |
| Vị trí        | 15 |   |   |   |   |   |   |   |   |    |    |    |    |    |    |    |    |    |    |    |    |    |    |    |    |    |    |    |    |    |    |    |    |    |    |    |    |    |
| Số điểm       | 0  |   |   |   |   |   |   |   |   |    |    |    |    |    |    |    |    |    |    |    |    |    |    |    |    |    |    |    |    |    |    |    |    |    |    |    |    |    |

- Các vị trí hiển thị tình hình khi kết thúc ngày thi đấu (CD)

#### Các trận đấu
Lịch thi đấu được tiết lộ vào ngày 18 tháng 6 năm 2025. Các trận đấu bắt đầu vào ngày 17 tháng 8 năm 2025.
| 17 tháng 8, 2025 1 | Manchester United | 0–1      | Arsenal         | Manchester                                         |  |
| 16:30 BST          |                   | Chi tiết | - Calafiori 13' | Sân vận động: Old Trafford Trọng tài: Simon Hooper |  |

| 23 tháng 8, 2025 2 | Fulham | v | Manchester United | Fulham                       |  |
| 15:00 BST          |        |   |                   | Sân vận động: Craven Cottage |  |

| 30 tháng 8, 2025 3 | Manchester United | v | Burnley | Manchester                 |  |
| 15:00 BST          |                   |   |         | Sân vận động: Old Trafford |  |

| 13 tháng 9, 2025 4 | Manchester City | v | Manchester United | Manchester                                      |  |
| 15:00 BST          |                 |   |                   | Sân vận động: Sân vận động Thành phố Manchester |  |

| 20 tháng 9, 2025 5 | Manchester United | v | Chelsea | Manchester                 |  |
| 15:00 BST          |                   |   |         | Sân vận động: Old Trafford |  |

| 27 tháng 9, 2025 6 | Brentford | v | Manchester United | Brentford                                      |  |
| 15:00 BST          |           |   |                   | Sân vận động: Sân vận động Cộng đồng Brentford |  |

| 4 tháng 10, 2025 7 | Manchester United | v | Sunderland | Manchester                 |  |
| 15:00 BST          |                   |   |            | Sân vận động: Old Trafford |  |

| 18 tháng 10, 2025 8 | Liverpool | v | Manchester United | Liverpool                          |  |
| 15:00 BST           |           |   |                   | Sân vận động: Sân vận động Anfield |  |

| 25 tháng 10, 2025 9 | Manchester United | v | Brighton & Hove Albion | Manchester                 |  |
| 15:00 BST           |                   |   |                        | Sân vận động: Old Trafford |  |

| 1 tháng 11, 2025 10 | Nottingham Forest | v | Manchester United | Nottingham                |  |
| 15:00 GMT           |                   |   |                   | Sân vận động: City Ground |  |

| 8 tháng 11, 2025 11 | Tottenham Hotspur | v | Manchester United | Tottenham                                    |  |
| 15:00 GMT           |                   |   |                   | Sân vận động: Sân vận động Tottenham Hotspur |  |

| 22 tháng 11, 2025 12 | Manchester United | v | Everton | Manchester                 |  |
| 15:00 GMT            |                   |   |         | Sân vận động: Old Trafford |  |

| 29 tháng 11, 2025 13 | Crystal Palace | v | Manchester United | Khu Croydon của Luân Đôn    |  |
| 15:00 GMT            |                |   |                   | Sân vận động: Selhurst Park |  |

| 3 tháng 12, 2025 14 | Manchester United | v | West Ham United | Manchester                 |  |
| 20:00 GMT           |                   |   |                 | Sân vận động: Old Trafford |  |

| 6 tháng 12, 2025 15 | Wolverhampton Wanderers | v | Manchester United | Wolverhampton                       |  |
| 15:00 GMT           |                         |   |                   | Sân vận động: Sân vận động Molineux |  |

| 13 tháng 12, 2025 16 | Manchester United | v | Bournemouth | Manchester                 |  |
| 15:00 GMT            |                   |   |             | Sân vận động: Old Trafford |  |

| 20 tháng 12, 2025 17 | Aston Villa | v | Manchester United | Birmingham               |  |
| 15:00 GMT            |             |   |                   | Sân vận động: Villa Park |  |

| 27 tháng 12, 2025 18 | Manchester United | v | Newcastle United | Manchester                 |  |
| 15:00 GMT            |                   |   |                  | Sân vận động: Old Trafford |  |

| 30 tháng 12, 2025 19 | Manchester United | v | Wolverhampton Wanderers | Manchester                 |  |
| 20:00 GMT            |                   |   |                         | Sân vận động: Old Trafford |  |

| 3 tháng 1, 2026 20 | Leeds United | v | Manchester United | Leeds                     |  |
| 15:00 GMT          |              |   |                   | Sân vận động: Elland Road |  |

| 7 tháng 1, 2026 21 | Burnley | v | Manchester United | Burnley                 |  |
| 20:00 GMT          |         |   |                   | Sân vận động: Turf Moor |  |

| 17 tháng 1, 2026 22 | Manchester United | v | Manchester City | Manchester                 |  |
| 15:00 GMT           |                   |   |                 | Sân vận động: Old Trafford |  |

| 24 tháng 1, 2026 23 | Arsenal | v | Manchester United | Holloway                            |  |
| 15:00 GMT           |         |   |                   | Sân vận động: Sân vận động Emirates |  |

| 31 tháng 1, 2026 24 | Manchester United | v | Fulham | Manchester                 |  |
| 15:00 GMT           |                   |   |        | Sân vận động: Old Trafford |  |

| 7 tháng 2, 2026 25 | Manchester United | v | Tottenham Hotspur | Manchester                 |  |
| 15:00 GMT          |                   |   |                   | Sân vận động: Old Trafford |  |

| 11 tháng 2, 2026 26 | West Ham United | v | Manchester United | Luân Đôn                            |  |
| 20:00 GMT           |                 |   |                   | Sân vận động: Sân vận động Luân Đôn |  |

| 21 tháng 2, 2026 27 | Everton | v | Manchester United | Liverpool                          |  |
| 15:00 GMT           |         |   |                   | Sân vận động: Sân vận động Everton |  |

| 28 tháng 2, 2026 28 | Manchester United | v | Crystal Palace | Manchester                 |  |
| 15:00 GMT           |                   |   |                | Sân vận động: Old Trafford |  |

| 4 tháng 3, 2026 29 | Newcastle United | v | Manchester United | Newcastle trên sông Tyne     |  |
| 20:00 GMT          |                  |   |                   | Sân vận động: St James' Park |  |

| 14 tháng 3, 2026 30 | Manchester United | v | Aston Villa | Manchester                 |  |
| 15:00 BST           |                   |   |             | Sân vận động: Old Trafford |  |

| 21 tháng 3, 2026 31 | Bournemouth | v | Manchester United | Dorset                              |  |
| 15:00 BST           |             |   |                   | Sân vận động: Sân vận động Vitality |  |

| 11 tháng 4, 2026 32 | Manchester United | v | Leeds United | Manchester                 |  |
| 15:00 BST           |                   |   |              | Sân vận động: Old Trafford |  |

| 18 tháng 4, 2026 33 | Chelsea | v | Manchester United | Fulham                                     |  |
| 15:00 BST           |         |   |                   | Sân vận động: Sân vận động Stamford Bridge |  |

| 25 tháng 8, 2025 34 | Manchester United | v | Brentford | Manchester                 |  |
| 15:00 BST           |                   |   |           | Sân vận động: Old Trafford |  |

| 2 tháng 5, 2026 35 | Manchester United | v | Liverpool | Manchester                 |  |
| 15:00 BST          |                   |   |           | Sân vận động: Old Trafford |  |

| 9 tháng 5, 2026 36 | Sunderland | v | Manchester United | Sunderland                          |  |
| 15:00 BST          |            |   |                   | Sân vận động: Sân vận động Ánh sáng |  |

| 17 tháng 5, 2026 37 | Manchester United | v | Nottingham Forest | Manchester                 |  |
| 15:00 BST           |                   |   |                   | Sân vận động: Old Trafford |  |

| 24 tháng 5, 2026 38 | Brighton & Hove Albion | v | Manchester United | Đông Sussex                       |  |
| 16:00 BST           |                        |   |                   | Sân vận động: Sân vận động Falmer |  |

### Cúp EFL
Vì không tham gia bất cứ đấu trường châu Âu nào, Manchester United sẽ đối đầu với Grimsby Town ở vòng thứ hai.
| 27 tháng 8, 2025 Vòng 2 | Grimsby Town | v | Manchester United | Lincolnshire                |  |
| 20:00 BST               |              |   |                   | Sân vận động: Blundell Park |  |

## Thống kê

### Thống kê số lần ra sân
Số lần vào sân thay người được thể hiện sau dấu cộng (+)
Nguồn cho tất cả các số liệu thống kê:
| Số áo | Tên cầu thủ        | Vị trí | Ngoại hạng Anh | Cúp FA | Cúp EFL | Tổng cộng |
| ----- | ------------------ | ------ | -------------- | ------ | ------- | --------- |
| 1     | Altay Bayındır     | TM     | 1              | —      | —       | 1         |
| 2     | Diogo Dalot        | HV     | 1              | —      | —       | 1         |
| 3     | Noussair Mazraoui  | HV     | —              | —      | —       | —         |
| 4     | Matthijs de Ligt   | HV     | 1              | —      | —       | 1         |
| 5     | Harry Maguire      | HV     | 0+1            | —      | —       | 0+1       |
| 6     | Lisandro Martínez  | HV     | —              | —      | —       | —         |
| 7     | Mason Mount        | TV     | 1              | —      | —       | 1         |
| 8     | Bruno Fernandes    | TV     | 1              | —      | —       | 1         |
| 9     | Rasmus Højlund     | TĐ     | —              | —      | —       | —         |
| 10    | Matheus Cunha      | TĐ     | 1              | —      | —       | 1         |
| 11    | Joshua Zirkzee     | TĐ     | —              | —      | —       | —         |
| 12    | Tyrell Malacia     | HV     | —              | —      | —       | —         |
| 13    | Patrick Dorgu      | HV     | 1              | —      | —       | 1         |
| 15    | Leny Yoro          | HV     | 1              | —      | —       | 1         |
| 16    | Amad Diallo        | TĐ     | 0+1            | —      | —       | 0+1       |
| 17    | Alejandro Garnacho | TĐ     | —              | —      | —       | —         |
| 18    | Casemiro           | TV     | 1              | —      | —       | 1         |
| 19    | Bryan Mbeumo       | TĐ     | 1              | —      | —       | 1         |
| 21    | Antony             | TĐ     | —              | —      | —       | —         |
| 22    | Tom Heaton         | TM     | —              | —      | —       | —         |
| 23    | Luke Shaw          | HV     | 1              | —      | —       | 1         |
| 24    | André Onana        | TM     | —              | —      | —       | —         |
| 25    | Manuel Ugarte      | TV     | 0+1            | —      | —       | 0+1       |
| 26    | Ayden Heaven       | HV     | —              | —      | —       | —         |
| 30    | Benjamin Šeško     | TĐ     | 0+1            | —      | —       | 0+1       |
| 32    | Chido Obi          | TĐ     | —              | —      | —       | —         |
| 33    | Tyler Fredricson   | HV     | —              | —      | —       | —         |
| 35    | Diego León         | HV     | —              | —      | —       | —         |
| 36    | Ethan Wheatley     | TĐ     | —              | —      | —       | —         |
| 37    | Kobbie Mainoo      | TV     | —              | —      | —       | —         |
| 40    | Radek Vítek        | TM     | —              | —      | —       | —         |
| 41    | Harry Amass        | HV     | —              | —      | —       | —         |
| 42    | Sékou Koné         | TV     | —              | —      | —       | —         |
| 44    | Dan Gore           | TV     | —              | —      | —       | —         |
| —     | Jadon Sancho       | TĐ     | —              | —      | —       | —         |

### Cầu thủ ghi bàn
Bao gồm tất cả các trận đấu trên mọi giải đấu. Danh sách được sắp xếp theo thứ tự bảng chữ cái theo họ khi tổng chỉ tiêu bằng nhau.

### Kiến tạo
Bao gồm tất cả các trận đấu trên mọi giải đấu. Danh sách được sắp xếp theo thứ tự bảng chữ cái theo họ khi tổng chỉ tiêu bằng nhau.

### Thẻ phạt
Bao gồm tất cả các trận đấu trên mọi giải đấu. Danh sách được sắp xếp theo thứ tự bảng chữ cái theo họ khi tổng số thẻ bằng nhau.
| Thứ hạng | Số áo | Vị trí | Tên cầu thủ   | Ngoại hạng Anh | Ngoại hạng Anh                            | Ngoại hạng Anh | Cúp FA   | Cúp FA                                    | Cúp FA | Cúp EFL  | Cúp EFL                                   | Cúp EFL | Tổng cộng | Tổng cộng                                 | Tổng cộng |
| Thứ hạng | Số áo | Vị trí | Tên cầu thủ   | Thẻ vàng       | Thẻ vàng · Thẻ vàng-đỏ (thẻ đỏ gián tiếp) | Thẻ đỏ         | Thẻ vàng | Thẻ vàng · Thẻ vàng-đỏ (thẻ đỏ gián tiếp) | Thẻ đỏ | Thẻ vàng | Thẻ vàng · Thẻ vàng-đỏ (thẻ đỏ gián tiếp) | Thẻ đỏ  | Thẻ vàng  | Thẻ vàng · Thẻ vàng-đỏ (thẻ đỏ gián tiếp) | Thẻ đỏ    |
| -------- | ----- | ------ | ------------- | -------------- | ----------------------------------------- | -------------- | -------- | ----------------------------------------- | ------ | -------- | ----------------------------------------- | ------- | --------- | ----------------------------------------- | --------- |
| 1        | 13    | HV     | Patrick Dorgu | 1              | 0                                         | 0              | 0        | 0                                         | 0      | 0        | 0                                         | 0       | 1         | 0                                         | 0         |

### Giữ sạch lưới
Danh sách được sắp xếp theo số áo khi tổng số trận giữ sạch lưới bằng nhau. Các con số trong ngoặc đơn biểu thị các trận đấu mà cả hai thủ môn đều tham gia và cả hai đều giữ sạch lưới; con số trong ngoặc đơn được trao cho thủ môn được thay ra, trong khi thủ môn giữ sạch lưới hoàn toàn được trao cho thủ môn có mặt trên sân khi bắt đầu trận đấu.
| 1         | 1         | Altay Bayındır | 1         | 1 | 0 | 0 | 0 | 0 |
| Tổng cộng | Tổng cộng | Tổng cộng      | Tổng cộng | 1 | 0 | 0 | 0 | 0 |